# Voltaire (Dakota Północna)
Voltaire – miasto w Stanach Zjednoczonych, w stanie Dakota Północna, w hrabstwie McHenry.